# Ri Kyong-suk
Ri Kyong Suk (coreà: 리경숙; hanja: 李京淑; nascuda l'any 1970) és una cantant i professora nord-coreana.

## Biografia
Nascuda l'1 de gener de 1970 en el districte Pyongchon de Pionyang, Ri Kyong Suk ve d'un pare enginyer i una mare conductora de trens, i és la major de tres germans.
Actualment, Ri viu en el districte de Moranbong de Pionyang, jutament amb Kim Yong Il, el seu espòs, el qual és membre del Ministeri de Cultura i baixista del Conjunt Electrònic de Pochonbo. Tenen dos fills, un nen anomenat Kim Nam Jun i una filla anomenada Kim Ye Eun.
Quan Ri tenia set anys, va començar a cantar en produccions d'òpera, on es va reconèixer el seu talent.

## Carrera
La carrera de Ri va començar a finals dels anys 1970, com a cantant i actriu en produccions d'òpera. Als set anys, va interpretar un paper en l'òpera revolucionària The Song of Mount Kumgang, i a l'escola secundària, va interpretar un paper en la famosa òpera revolucionària titulada The Sea of Blood. Al voltant de l'any 1985, va ser seleccionada per un director del Korean Film Studio per a protagonitzar la pel·lícula Female Teacher.
Es va unir al Conjunt Electrònic de Pochonbo l'any 1988, i ràpidament es va fer famosa tant al Nord com al Sud. El 1991, va realitzar una gira pel Japó amb l'Ensemble, actuant per a coreans al Japó. Després de l'any 2000, la seva fama va declinar lentament juntament amb la popularitat de l'Ensemble.
L'11 d'octubre de 2015, Ri va actuar en el 10 000 People Strong Grand Art Performance Celebrant el 70 aniversari del Partit dels Treballadors de Corea, conegut també com a Great Party, Rosy Korea, al costat del Ensemble. També va actuar en el concert Songs of Memories, realitzat el 21 de febrer de 2015, on la va poder veure cantant Glad to Meet You i My Country is the Best al costat dels seus companys de banda de l'Ensemble.
Des de llavors, Ri ha estat treballant com a professora des de 2016 en la Universitat de Música Kim Won Gyun en Pionyang. El 2020, va ser vista en un noticiari de Corea del Nord com a part d'un equip de propaganda, encoratjant als treballadors en les obres de construcció. El 2022, va ser entrevistada durant un documental de televisió sobre la pel·lícula i la cançó "Urban Girl Comes to Get Married".

## Filmografia
| Any  | Títol          | Role           |
| ---- | -------------- | -------------- |
| 1985 | Female Teacher | Rol desconegut |

## Teatre
| Any               | Títol                     | Role           |
| ----------------- | ------------------------- | -------------- |
| 1977              | The Song of Mount Kumgang | Rol desconegut |
| Principis de 1980 | The Sea of Blood          | Rol desconegut |